# گورنگا توشیمیا
گورنگا توشیمیا (به صربی: Gornja Tušimlja) یک منطقهٔ مسکونی در صربستان است که در نووی پازار واقع شده‌است.